# Aeródromo Santa Teresa del Almendral
El Aeródromo Santa Teresa del Almendral (OACI: SCTS) es un terminal aéreo ubicado 12 kilómetros al noroeste de Melipilla, provincia de Melipilla, Región Metropolitana de Santiago, Chile. Es de propiedad privada.